# 16028 Anushree
16028 Anushree este o planetă minoră (asteroid), cu un diametru de 5,544 km, din centura de asteroizi. A fost descoperită pe 17 februarie 1999 la Experimental Test Site⁠(d) de Lincoln Near-Earth Asteroid Research. 
Obiectul prezintă o orbită caracterizată de o semiaxă mare de 2,3329215 UAi, o excentricitate de 0,05, o înclinație de 11,82481 ° în raport cu ecliptica.